# Aechmea leucolepis
Aechmea leucolepis är en gräsväxtart som beskrevs av Lyman Bradford Smith. Aechmea leucolepis ingår i släktet Aechmea och familjen Bromeliaceae. Inga underarter finns listade i Catalogue of Life.